# Magali Kempen
Magali Kempen (Belgio, 30 novembre 1997) è una tennista belga.

## Carriera
Magali Kempen ha vinto 11 titoli in singolare e 27 titoli in doppio nel circuito ITF. Il 3 aprile 2023 ha ottenuto il suo best ranking nel singolare piazzandosi alla 191ª posizione, mentre il 10 aprile 2023 ha raggiunto il miglior piazzamento mondiale nel doppio alla 158ª posizione.

## Statistiche WTA

### Doppio

#### Vittorie (1)
| Legenda              |
| -------------------- |
| Grande Slam (0)      |
| Ori Olimpici (0)     |
| WTA Finals (0)       |
| WTA Elite Trophy (0) |
| Dal 2021             |
| WTA 1000 (0)         |
| WTA 500 (0)          |
| WTA 250 (1)          |

| N. | Data            | Torneo                         | Superficie  | Compagna     | Avversarie in finale                  | Punteggio |
| 1. | 9 febbraio 2025 | Transylvania Open, Cluj-Napoca | Cemento (i) | Anna Sisková | Jaqueline Cristian Angelica Moratelli | 6-3, 6-1  |

#### Sconfitte (1)
| Legenda              |
| -------------------- |
| Grande Slam (0)      |
| Argenti Olimpici (0) |
| WTA Finals (0)       |
| WTA Elite Trophy (0) |
| Dal 2021             |
| WTA 1000 (0)         |
| WTA 500 (0)          |
| WTA 250 (1)          |

| N. | Data            | Torneo              | Superficie | Compagna    | Avversarie in finale         | Punteggio |
| 1. | 3 novembre 2024 | Mérida Open, Mérida | Cemento    | Lara Salden | Quinn Gleason Ingrid Martins | 4-6, 4-6  |

## Circuito WTA 125

### Doppio

#### Vittorie (1)
| N. | Data          | Torneo                                       | Superficie  | Compagna     | Avversarie in finale              | Punteggio   |
| 1. | 5 aprile 2025 | Open Internacional Femení Solgironès, Bisbal | Terra rossa | Anna Sisková | Darja Semeņistaja Nina Stojanović | 7-6(1), 6-1 |

## Statistiche ITF

### Singolare

#### Vittorie (11)
| Torneo $100.000 (0) |
| Torneo $80.000 (0)  |
| Torneo $75.000 (0)  |
| Torneo $60.000 (0)  |
| Torneo $50.000 (0)  |
| Torneo $40.000 (2)  |
| Torneo $25.000 (1)  |
| Torneo $15.000 (6)  |
| Torneo $10.000 (2)  |

| N.  | Data              | Torneo                                                 | Superficie  | Avversaria in finale     | Punteggio           |
| 1.  | 20 settembre 2015 | ITF Women's Circuit Port El Kantaoui, Port El Kantaoui | Cemento     | Joséphine Boualem        | 6–2, 1–6, 6–4       |
| 2.  | 25 ottobre 2015   | ITF Women's Circuit Port El Kantaoui, Port El Kantaoui | Cemento     | Kathinka von Deichmann   | 5-7, 6-3, 6-2       |
| 3.  | 3 settembre 2017  | Middelkerke Ladies Open, Middelkerke                   | Terra rossa | Julyette Steur           | 6-2, 6-2            |
| 4.  | 30 settembre 2017 | Soho Square Egypt Women's Future, Sharm el-Sheikh      | Cemento     | Lee Pei-chi              | 6(4)-7, 7–6(5), 6–4 |
| 5.  | 27 gennaio 2019   | Soho Square Egypt, Sharm el-Sheikh                     | Cemento     | Simona Waltert           | 5-7, 6-3, 6-3       |
| 6.  | 24 febbraio 2019  | Soho Square Egypt, Sharm el-Sheikh                     | Cemento     | Dasha Ivanova            | 6–3, 6-4            |
| 7.  | 14 aprile 2019    | Soho Square Egypt, Sharm el-Sheikh                     | Cemento     | Stefania Rogozińska Dzik | 6-1, 6-2            |
| 8.  | 7 febbraio 2021   | Soho Square Egypt, Sharm el-Sheikh                     | Cemento     | Sofia Costoulas          | 6-3, 6-2            |
| 9.  | 6 marzo 2022      | Engie Open de Touraine, Joué-lès-Tours                 | Cemento (i) | Nastasja Schunk          | 6-3, 6-4            |
| 10. | 2 aprile 2023     | Murska Sobota Open, Murska Sobota                      | Cemento (i) | Marija Timofeeva         | 7-5, 7-5            |
| 11. | 10 febbraio 2024  | Lexus GB Pro-Series Edgbaston, Edgbaston               | Cemento (i) | Barbora Palicová         | 6-3, 7-6(6)         |

#### Sconfitte (10)
| Torneo $100.000 (0) |
| Torneo $80.000 (1)  |
| Torneo $75.000 (0)  |
| Torneo $60.000 (0)  |
| Torneo $50.000 (0)  |
| Torneo $40.000 (0)  |
| Torneo $25.000 (1)  |
| Torneo $15.000 (7)  |
| Torneo $10.000 (1)  |

| N.  | Data              | Torneo                                            | Superficie  | Avversaria in finale      | Punteggio           |
| 1.  | 18 settembre 2016 | Sermelux Open, Pétange                            | Cemento (i) | Elixane Lechemia          | 3-6, 0-6            |
| 2.  | 25 giugno 2017    | Kaltenkirchen Open, Kaltenkirchen                 | Terra rossa | Katharina Gerlach         | 4-6, 6(2)-7         |
| 3.  | 10 settembre 2017 | Kuchyne Gorenje Prague Open, Praga                | Terra rossa | Alice Ramé                | 4-6, 4-5, rit.      |
| 4.  | 24 settembre 2017 | Soho Square Egypt Women's Future, Sharm el-Sheikh | Cemento     | Lee Pei-chi               | 6(3)-7, 3-6         |
| 5.  | 14 ottobre 2018   | Magic Hotel Tours, Monastir                       | Cemento     | Ilona Georgiana Ghioroaie | 3–6, 1–4, rit.      |
| 6.  | 7 aprile 2019     | Soho Square Egypt, Sharm el-Sheikh                | Cemento     | İpek Soylu                | 6(2)-7, 4–6         |
| 7.  | 11 aprile 2021    | Magic Tours, Monastir                             | Cemento     | Salma Djoubri             | 3-6, 4-6            |
| 8.  | 18 aprile 2021    | Magic Tours, Monastir                             | Cemento     | Joanne Züger              | 6(4)-7, 7-5, 6(5)-7 |
| 9.  | 3 luglio 2022     | Tennis Point ITF The Hague, L'Aia                 | Terra rossa | Natália Szabanin          | 6(3)-7, 4-6         |
| 10. | 18 settembre 2022 | ITF Féminin Le Neubourg, Le Neubourg              | Cemento     | Jaqueline Cristian        | 4-6, 4-6            |

### Doppio

#### Vittorie (27)
| Torneo $100.000 (1) |
| Torneo $80.000 (0)  |
| Torneo $75.000 (0)  |
| Torneo $60.000 (1)  |
| Torneo $50.000 (0)  |
| Torneo $40.000 (5)  |
| Torneo $25.000 (8)  |
| Torneo $15.000 (6)  |
| Torneo $10.000 (6)  |

| N.  | Data             | Torneo                                                                             | Superficie  | Compagna              | Avversarie in finale                         | Punteggio           |
| 1.  | 10 agosto 2013   | Flanders Ladies Trophy Koksijde, Koksijde                                          | Terra rossa | Nicky van Dyck        | Marie Benoît Kimberley Zimmermann            | 6-3, 7-6(3)         |
| 2.  | 12 aprile 2014   | Heraklion Hellenic Zeus Circuit, Heraklion                                         | Cemento     | Elke Lemmens          | Natela Dzalamidze Valentini Grammatikopoulou | 1-6, 7-5, [10-8]    |
| 3.  | 28 giugno 2014   | Jolie Ville Golf Women's, Sharm el-Sheikh                                          | Cemento     | Anna Morgina          | Jan Abaza Ola Abou Zekry                     | 6–4, 3–6, [10–2]    |
| 4.  | 26 luglio 2014   | Maaseik Open, Maaseik                                                              | Terra rossa | Steffi Distelmans     | Bernice van de Velde Kelly Versteeg          | 6-4, 6-3            |
| 5.  | 6 dicembre 2014  | ITF Djibouti Open, Gibuti                                                          | Cemento     | Francesca Stephenson  | Laura Deigman Naomi Totka                    | 7–6(7), 6–3         |
| 6.  | 19 ottobre 2015  | ITF Women's Circuit Port El Kantaoui, Port El Kantaoui                             | Cemento     | Jana Sizikova         | Patrycja Polanska Anna Slovaková             | 7–6(0), 6–4         |
| 7.  | 27 agosto 2016   | Servimat Open, Wanfercée-Baulet                                                    | Terra rossa | Manon Arcangioli      | Anastasia Smirnova Victoria Smirnova         | 6-2, 6-0            |
| 8.  | 11 febbraio 2017 | Soho Square Egypt Women's Future, Sharm el-Sheikh                                  | Cemento     | Shelby Talcott        | Brenda Njuki Marlies Szupper                 | 7–6(5), 6–2         |
| 9.  | 18 febbraio 2017 | Soho Square Egypt Women's Future, Sharm el-Sheikh                                  | Cemento     | Britt Geukens         | Elena Bogdan Miriam Bulgaru                  | 6–3, 2–6, [10–7]    |
| 10. | 6 maggio 2017    | ITF Women's Circuit Il Cairo, Il Cairo                                             | Terra rossa | María Herazo González | Sowjanya Bavisetti Rishika Sunkara           | 6–1, 6-2            |
| 11. | 2 settembre 2017 | Middelkerke Open, Middelkerke                                                      | Terra rossa | Sara Cakarevic        | Cristina Adamescu Cristina Bucșa             | 6-4, 4-6, [10-5]    |
| 12. | 26 gennaio 2019  | Soho Square Egypt, Sharm el-Sheikh                                                 | Cemento     | Melanie Klaffner      | Jacqueline Cabaj Awad Fiona Ganz             | 6-4, 6–1            |
| 13. | 10 aprile 2021   | Magic Tours, Monastir                                                              | Cemento     | Chelsea Vanhoutte     | Emma Davis Olivia Gram                       | 6-4, 6-1            |
| 14. | 13 agosto 2022   | Falnders Ladies Trophy Koksijde, Koksijde                                          | Terra rossa | Lara Salden           | Amelie Van Impe Hanne Vandewinkel            | 6-2, 6-2            |
| 15. | 9 settembre 2022 | Open International de Tennis Féminin de Saint-Palais-sur-Mer, Saint-Palais-sur-Mer | Terra rossa | Lu Jiajing            | Marine Partaud Valerija Strachova            | 6-4, 6-4            |
| 16. | 29 ottobre 2022  | Engie Open Nantes Atlantique, Nantes                                               | Cemento (i) | Wu Fang-hsien         | Veronika Erjavec Emily Webley-Smith          | 6-2, 6-4            |
| 17. | 26 novembre 2022 | Kyotec Open, Pétange                                                               | Cemento (i) | Xenia Knoll           | Bibiane Schoofs Rosalie van der Hoek         | 6-0, 6-4            |
| 18. | 25 febbraio 2023 | Engie Open de Mâcon, Mâcon                                                         | Cemento (i) | Xenia Knoll           | Dar'ja Astachova Prarthana Thombare          | 6-3, 6-4            |
| 19. | 9 dicembre 2023  | Magic Tours by FTT, Monastir                                                       | Cemento     | Lara Salden           | Katharina Hobgarski Sapfo Sakellaridi        | 6(5)-7, 6-4, [10-4] |
| 20. | 10 febbraio 2024 | Lexus GB Pro-Series Edgbaston, Edgbaston                                           | Cemento (i) | Lara Salden           | Ali Collins Yuriko Miyazaki                  | 7-6(6), 6-2         |
| 21. | 1º giugno 2024   | La Marsa Women's Tennis Tour, La Marsa                                             | Cemento     | Lara Salden           | Katarína Kužmová Radka Zelníčková            | 6-4, 7-6(5)         |
| 22. | 10 agosto 2024   | Flanders Ladies Trophy Koksijde, Koksijde                                          | Terra rossa | Lara Salden           | Laura Böhner Funa Kozaki                     | 6-4, 6-0            |
| 23. | 17 agosto 2024   | Gonzalez Academy Events, Duffel                                                    | Terra rossa | Ema Kovacevic         | Tilwith Di Girolami Lian Tran                | 6-1, 6-4            |
| 24. | 31 agosto 2024   | TeReMeer Open Ladies NRW Grand Prix, Meerbusch                                     | Terra rossa | Lara Salden           | Gina Marie Dittmann Vivien Sandberg          | 6-3, 6-0            |
| 25. | 28 febbraio 2025 | Engie Open de Mâcon, Mâcon                                                         | Cemento (i) | Justina Mikulskytė    | Tayisiya Morderger Yana Morderger            | 7-6(5), 6-2         |
| 26. | 2 agosto 2025    | ITF Disa Gran Canaria, Maspalomas                                                  | Terra rossa | Anna Sisková          | Madeleine Brooks Eudice Chong                | 6-2, 6-3            |
| 27. | 9 agosto 2025    | Flanders Ladies Trophy Koksijde, Koksijde                                          | Terra rossa | Anna Sisková          | Anastasia Abbagnato Mariana Dražić           | 7-6(5), 5-7, [10-6] |

#### Sconfitte (17)
| Torneo $100.000 (0) |
| Torneo $80.000 (0)  |
| Torneo $75.000 (0)  |
| Torneo $60.000 (4)  |
| Torneo $50.000 (0)  |
| Torneo $40.000 (2)  |
| Torneo $25.000 (3)  |
| Torneo $15.000 (3)  |
| Torneo $10.000 (5)  |

| N.  | Data              | Torneo                                               | Superficie    | Compagna                | Avversarie in finale                           | Punteggio           |
| 1.  | 13 agosto 2012    | Westend Ladies Tennis Cup, Westend                   | Cemento       | Steffi Distelmans       | Amy Bowtell Samantha Murray                    | 3-6, 3-6            |
| 2.  | 13 dicembre 2014  | ITF Djibouti Open, Gibuti                            | Cemento       | Wang Xiyao              | Tessah Andrianjafitrimo Ashmitha Easwaramurthi | 6-3, 1-6, [8-10]    |
| 3.  | 14 marzo 2015     | ITF Women's Circuit El Kantaoui, El Kantaoui         | Cemento       | Chanel Simmonds         | Myrtille Georges Isabella Šinikova             | 6-1, 4-6, [2-10]    |
| 4.  | 21 novembre 2015  | Orto-Lääkärit Open, Helsinki                         | Sintetico (i) | Kelly Versteeg          | Dar'ja Lodikova Dar'ja Mišina                  | 6–3, 2–6, [5–10]    |
| 5.  | 17 settembre 2016 | Sermelux Open, Pétange                               | Cemento (i)   | Justyna Jegiołka        | Chayenne Ewijk Rosalie van der Hoek            | 6(6)-7, 3-6         |
| 6.  | 24 giugno 2017    | Future Nord Open, Kaltenkirchen                      | Terra rossa   | Gabriella Da Silva-Fick | Albina Khabibulina Lisa Ponomar                | 4–6, 0–6            |
| 7.  | 13 agosto 2017    | Flanders Ladies Trophy Koksijde, Koksijde            | Terra rossa   | Marie Benoît            | Ankita Raina Bibiane Schoofs                   | 3-6, 6-3, [9-11]    |
| 8.  | 6 febbraio 2021   | Jolie Ville Golf Women's, Sharm el-Sheikh            | Cemento       | Shalimar Talbi          | Liang En-shuo Kyōka Okamura                    | 6-1, 4-6, [3-10]    |
| 9.  | 19 aprile 2021    | Magic Tours, Monastir                                | Cemento       | Chelsea Vanhoutte       | Paige Hourigan Alexandra Osborne               | 1-4, rit.           |
| 10. | 17 luglio 2021    | Engie Open de Biarritz, Biarritz                     | Terra rossa   | Sarah Beth Grey         | Oksana Selechmet'eva Daniela Vismane           | 3-6, 6(5)-7         |
| 11. | 7 agosto 2021     | Tallink Estonian Open, Pärnu                         | Terra rossa   | Rutuja Bhosale          | Justina Mikulskytė Anna Sisková                | 7-6(5), 3-6, [5-10] |
| 12. | 12 novembre 2022  | Sharm ElSheikh Egypt Women's Future, Sharm el-Sheikh | Cemento       | Lu Jiajing              | Arantxa Rus Nina Stojanović                    | 6(1)-7, 2-6         |
| 13. | 28 gennaio 2023   | Sunderland Pro Series, Sunderland                    | Cemento (i)   | Eden Silva              | Freya Christie Ali Collins                     | 3-6, 6(5)-7         |
| 14. | 1º aprile 2023    | Murska Sobota Open, Murska Sobota                    | Cemento (i)   | Xenia Knoll             | Harriet Dart Andreea Mitu                      | w/o                 |
| 15. | 13 ottobre 2024   | The Campus Carby VW Ladies Open, Quinta do Lago      | Cemento       | Lara Salden             | Matilde Jorge Justina Mikulskytė               | 6-2, 4-6, [12-14]   |
| 16. | 26 ottobre 2024   | Challenger Banque Nationale de Saguenay, Saguenay    | Cemento (i)   | Lara Salden             | Dalayna Hewitt Anna Rogers                     | 1-6, 5-7            |
| 17. | 8 marzo 2025      | Empire Women's Indoor, Trnava                        | Cemento (i)   | Jessika Ponchet         | Isabelle Haverlag Elena Pridankina             | 2-6, 3-6            |